# Хансен, Макс (офицер СС)
Макс Хансен (нем. Max Hansen; 31 июля 1908, Нибюлль, Шлезвиг — 7 марта 1990, Нибюлль, Шлезвиг) — штандартенфюрер войск СС, кавалер Рыцарского креста Железного креста с Дубовыми листьями.

## Карьера
1 марта 1931 года ученик слесаря по профессии, Макс Хансен, вступает в НСДАП (№ 478376), а 1 августа в СС (№ 27813) с зачислением 9 мая 1933 года в состав «Лейбштандарте СС Адольф Гитлер». 9 октября 1936 года назначен командиром взвода 10-го, а затем 12-го штурма.
С дивизией прошёл через Французскую, Балканскую кампании. 19 августа 1940 назначен командиром 14-й роты. 30 апреля 1942 — командир 3-го моторизированного полка на советско-германском фронте.
За бои под Харьковом 28 марта 1943 года удостоен Рыцарского креста Железного креста.
С декабря 1944 командовал 1-м моторизированным полком СС, где участвовал в Арденнской операции, а после в Балатонской оборонительной операции.
17 апреля 1945 года награждён Дубовыми листьями к Рыцарскому кресту Железного креста.

## Награды
- Железный крест 2-го класса
- Железный крест 1-го класса
- Нагрудный знак За ранение в серебре
- Немецкий крест в золоте (1941)
- Рыцарский крест (28 марта 1943)
  - с Дубовыми листьями (17 апреля 1945)